# Jamdrok (jezero)
Jezero Jamdrok (znano tudi kot Jamdrok Jumtso ali Jamdžo Jumco; tibetanščina: ཡར་འབྲོག་གཡུ་མཚོ་, Wylie: yar-'drog. G’yu-mtsho, ZYPY: Yamzhog Yumco; kitajsko: 羊卓雍錯; pinjin: Yángzhuó Yōngcuò, Yángzhuō Yōngcuò) je sladkovodno jezero v Tibetu na Kitajskem. Je eno od treh največjih jezer v Tibetu. Dolgo je več kot 72 km. Jezero je obdano s številnimi zasneženimi gorami, napajajo pa ga številni majhni potoki. Jezero ima iztok na skrajnem zahodnem koncu in zaradi svoje barve pomeni turkizno.
Približno 90 km zahodno od jezera leži tibetansko mesto Gjantse, Lasa je 100 km severovzhodno. Po lokalni mitologiji je jezero Jamdok Jumtso preobrazba boginje.
Hidroelektrarna Jamdrok je bila dokončana in odprta leta 1996 v bližini majhne vasice Baidi na zahodnem koncu jezera. Ta elektrarna je največja v Tibetu.

## Podatki
Jezero (površine 638 km²), povprečna globina 30 metrov in najgloblje 60 metrov) je pahljačaste oblike, ki se širi proti jugu, vendar se zožuje proti severu. Gorska obala jezera je močno nazobčana, s številnimi zalivi. Jezero Jamdrok pozimi zamrzne.
Jezero Jamdrok ima hladno stepsko podnebje (BSk) z dolgimi, hladnimi, zelo suhimi zimami in kratkimi, hladnimi, mokrimi poletji. Meji tudi na podnebje alpske tundre (ET) in na subarktično podnebje (Dwc). Razlike med dnevom in nočjo so velike.

## Kulturni pomen
Tibetanci tako kot gore štejejo jezera za sveta, saj so v njih bivališča zaščitnih božanstev in imajo zato posebne duhovne moči. Jezero Jamdrok je eno od štirih posebej svetih jezer, za katera velja, da so vedeževalska; tja romajo vsi od dalajlame do lokalnih vaščanov. Šteje se za sveto kot eno od štirih Velikih jeznih jezer, ki jih varuje boginja Dordže Gegkji Tso. Druga taka jezera so Lhamo La-tso, Nam tso in Manasarovar. Jezero je čaščeno kot talisman in naj bi bilo del življenjskega duha Tibeta. Je največje jezero v južnem Tibetu; če se njegove vode izsušijo, Tibet ne bo več primeren za bivanje.
Jezero, njegovi otoki in okolica so tesno povezani s Padmasambhavo, drugim Budo, ki je prinesel budizem v Tibet v 8. stoletju našega štetja. Jezero je dom slavnega samostana Samding, ki je na polotoku, ki štrli v jezero. Ta samostan je edini tibetanski samostan, ki ga vodi reinkarnacija ženske. Njegova opatica vodi skupnost približno tridesetih menihov in redovnic. Samostan Samding je kraj, kjer je bivala in predsedovala Samding Dordže Phagmo, najpomembnejša utelešena ženska lama v Tibetu, in stoji južno od jezera Jamdrok Jumtso.
Danes je mogoče videti tako romarje kot turiste, ki se sprehajajo po obrobju jezera. Eden od otokov v jezeru vsebuje staro utrdbo ali grad, imenovan Pede Dzong.

## Gospodarski pomen
V jezeru Yamdrok živijo jate rib, ki jih lokalno prebivalstvo komercialno izkorišča. Od aprila do oktobra se ribe, ujete v tem jezeru, prodajajo na tržnicah v Lasi, glavnem mestu Tibeta.
Poleg tega so jezerski otoki bogati pašniki za lokalne pastirje.